# ダークシード
『ダークシード』 (DARKSEED) は、1992年にアメリカ合衆国のCyberdreamsから発売されたPC/AT互換機およびAmiga用ポイント・アンド・クリックアドベンチャーゲーム。
主人公のマイク・ドーソンを操作し、ダークワールドに存在する「古き神々」による侵略を阻止して地球を救出する事を目的としている。同ジャンルの作品としては初となる高解像度のグラフィックとなっている事が特徴。開発は同社が行い、ゲーム・デザインはパソコン用ソフト『バーズテイルII』（1986年）を手掛けたマイケル・クランフォード、アートワークは映画『エイリアン』（1979年）のクリーチャーデザインを手掛けたH・R・ギーガーが担当している。
欧米ではMacintoshやAmiga CD32などに移植された他、日本においてはWindows 3.x、セガサターン、PlayStationに移植されギャガ・コミュニケーションズから発売された。後に続編となるパソコン用ソフト『ダークシードII』（1995年）が発売された。

## ゲーム内容
カリフォルニア州ロサンゼルス郊外にある洋館を舞台にしたゲームで、主人公は作家のマイク・ドーソン。ゲームはノーマルワールドとダークワールドという表裏一体の二つの世界があるという設定で、ノーマルワールドの人間ではドーソンだけが二つの世界の存在を知り、そして行き来する。ゲームシステムはルーカスフィルムから発売されたパソコン用ソフト『マニアックマンション』（1987年）の様に、主人公のマイク・ドーソンに対して矢印（カーソル）の移動とクリックの組み合わせによって、移動や調べるなどの選択肢の決定を行う。
ゲームの期間は3日間で、その間に世界を救わなければならない。時間はリアルタイムで進む上に行動手順もシビアであり、即死トラップまで随所に存在するため、的確な行動を無駄なく行わなければすぐにゲームオーバーや詰みの状態に陥ってしまう。次に何をすれば良いかの指示も特に無く、プレイヤーは自分の判断で行動しなければならない。
日本版はテキストが日本語化されているが「それを防ぐ為に私は鏡をかたずけてしまった」など、不自然な文章も見受けられる。一方、町の看板も「警察署」「理髪店」「共同墓地」などと直接的な日本語になっている。

## ストーリー・設定
ダークワールドはその名の通り暗く、不気味なイメージの世界である。ダークワールドの高次の存在である「古き神々」はノーマルワールドの地球の存在を知っており、侵略を企ている。その計画の手始めとして、ノーマルワールドの人間の一人の頭部に小さなエイリアンの胚を埋め込んだ。古き神々の計画を阻止し、世界と自分の頭を救うのがドーソンの目的である。
ダークワールドは、いわゆる魔界のような悪だけの世界ではなく、善も悪もあるもう一つの世界であり、その住人の中にはドーソンに協力してくれる者もいる。その風景や人物などのアートはH・R・ギーガーが担当しており、ゲーム全編がギーガーのアートのムードで統一されている。

## 移植版
| No. | タイトル     | 発売日               | 対応機種     | 開発元      | 発売元                     | メディア           | 型式       | 備考 |
| --- | ------------ | -------------------- | ------------ | ----------- | -------------------------- | ------------------ | ---------- | ---- |
| 1   | ダークシード | 1993年 1994年7月29日 | Macintosh    | Cyberdreams | Cyberdreams ナムコ、ギャガ | フロッピーディスク | -          |      |
| 2   | Dark Seed    | 1994年               | Amiga CD32   | Cyberdreams | Cyberdreams                | CD-ROM             | -          |      |
| 3   | ダークシード | 1995年3月4日         | Windows 3.x  | Cyberdreams | ナムコ、ギャガ             | CD-ROM             | -          |      |
| 4   | ダークシード | 1995年7月7日         | セガサターン | Cyberdreams | ギャガ                     | CD-ROM             | T-18501G   |      |
| 5   | ダークシード | 1995年10月27日       | PlayStation  | Cyberdreams | ギャガ                     | CD-ROM             | SLPS-00108 |      |

ビック東海からメガCD版の発売が予定されていたが発売中止となった。また、ライセンスされていない中国のNES版が存在する。
セガサターン版とPlayStation版は共に日本国内のみの発売となった。本作の難易度は非常に高く、対策としてセガサターン版、PlayStation版共に、説明書に禁断の章と題し“ゲーム開始からクリアまでの全ての手順を掲載する”という手段がとられた。
アクションゲームやシューティングゲームで攻略法を紹介するのとは事情が異なり、操作そのものは単なる作業に過ぎないアドベンチャーゲームでクリア方法を完全公開してしまうことは大きくゲーム性をそこなう可能性がある行為ではあったが、クリア方法の公開というこの方向性は続編『ダークシードII』においても継承された。

## スタッフ
PC/AT互換機版
- デザイナー：マイケル・クランフォード（英語版）、マイク・ドーソン
- プログラミング：レナード・フェザスン、ジョン・クラウゼ、ゲアリー・ビック、クリス・グレンジャー、ブライアン・フィッツジェラルド、マイケル・ディマンブロ、デヴィッド・ビーン、トンソ・ゲームチャンネル
- グラフィック、アートワーク：H・R・ギーガー、ジョビーローム・オテーロ、ポール・ライアン、ジュリア・ウラノ
- 音楽：グレゴリー・アルパー、クリス・グレンジャー、デヴィッド・ビーン
- アート・ディレクター：ベルント・ブルムベア（英語版）
- アシスタント・アート・ディレクター：パウル・J・ジェヴィエツキ
- エグゼクティブ・プロデューサー：パトリック・ケッチャム、ジーン・クルーグ、ロルフ・クルーグ
- プロデューサー：アリー・ミナシアン、マイク・ドーソン、ハーラル・シーリー
- 執筆、台詞、ストーリー：マイケル・ホルヴァト
- コンセプト：マイク・ドーソン、ジョン・クラウゼ、パトリック・ケッチャム
- 追加デザイナー：ハーラル・シーリー、レナード・フェザスン
- チーフ・テクニカル・オフィサー：ジョン・クラウゼ
- ダークワールド・アート：H.R.ギーガーズ・ファンタスティック・ライブラリー
- アクター：マイク・ドーソン、ジョン・クラウゼ、パウル・J・ジェヴィエツキ、ハイジ・マレンディ
- 英語デジタル音声：デヴィッド・ビーン、レナード・フェザスン、キティ・ガン、ディーム・ブリストー、ガブリエラ・ストラウス、エリック・アレン、ゲイリー・ジレット

Amiga版
- エグゼクティブ・プロデューサー：パトリック・ケッチャム、ロルフ・クルーグ、ジーン・クルーグ
- プロデューサー：パウル・J・ジェヴィエツキ、マイク・ドーソン
- デザイナー：マイケル・クランフォード、マイク・ドーソン
- プログラマー：マイケル・ディマンブロ
- 楽譜：グレゴリー・アルパー
- 音楽、効果音：マット・ネイサン (The Dreamers Guild)
- アート・ディレクター：ベルント・ブルムベア
- アシスタント・アート・ディレクター：パウル・J・ジェヴィエツキ
- ダークワールド・アート：H・R・ギーガー
- コンピューター・アーティスト：ジュリア・ウラノ、ジョビーローム・オテーロ、ポール・ライアン
- ゲーム・テキスト：マイケル・ホルヴァト

## 評価
| 項目 | キャラクタ | 音楽 | お買得度 | 操作性 | 熱中度 | オリジナリティ | 総合 |
| SS版 | 3.2        | 3.0  | 2.8      | 2.7    | 2.8    | 3.2            | 17.7 |
| PS版 | 2.9        | 2.6  | 2.6      | 2.8    | 2.5    | 2.7            | 16.2 |

ゲーム誌『ファミコン通信』の「クロスレビュー」において、セガサターン版は6・5・5・8の合計24点（満40点）と標準的な評価となり、PlayStation版は7・6・6・8の合計27点（満40点）とやや高評価となった。一方で徳間書店のゲーム誌における読者投票による「ゲーム通信簿」での評価は、セガサターン版は『SATURN FAN』において右記の通り17.7点（満30点）、PlayStation版は『PlayStation Magazine』において右記の通り16.2点（満30点）と両機種とも低評価となった。

## 続編
『ダークシードII』
1995年にパソコン用ソフトとして発売され、日本ではビー・ファクトリーからセガサターン版が1997年8月29日に、PlayStation版が1997年9月18日に発売されており、両機種とも本作と同様に日本でのみ発売された。同作は日本での発売元であるビー・ファクトリーの公式ウェブサイトにおいて「No-Frills」（ノーフリルズ。余計な装飾が無い様子を意味する）の題でエンディングまでの全行程が公開されている。主人公のドーソンはモノローグでしか喋らなかった前作と異なり、饒舌なキャラクターになっている。日本版は前作では音声が英語のみだったが、今作では日本語に吹き替えられている。